# Alan Faneca
Alan Joseph Faneca, Jr. (pronuncia ˈfænɨkə) (New Orleans, 7 dicembre 1976), è un ex giocatore di football americano statunitense che ha giocato nel ruolo di guardia nella National Football League (NFL) per 13 stagioni. Al college ha giocato a football alla Louisiana State University venendo nominato All-American. Fu scelto dai Pittsburgh Steelers nel corso del primo giro del Draft NFL 1998 e giocò anche per New York Jets e Arizona Cardinals nella NFL. Inserito nove volte nella formazione ideale della stagione All-Pro e convocato altrettante per il Pro Bowl, Faneca ha vinto il Super Bowl con gli Steelers nel Super Bowl XL. Nel 2021 è stato introdotto nella Pro Football Hall of Fame.

## Carriera professionistica

### Pittsburgh Steelers
Faneca fu scelto come 26º assoluto nel Draft 1998 dai Pittsburgh Steelers. Dopo avere faticato inizialmente per trovare minuti in campo, partì per la prima volta come titolare contro i Cincinnati Bengals e finendo la stagione col premio di miglior rookie della squadra. Fu convocato per la prima volta per il Pro Bowl nel 2001, la prima di nove selezioni consecutive, e nello stesso anno inserito nel First-team All-Pro, cosa avvenuta anche nelle cinque stagioni successive. Nel 2005, Faneca vinse l'anello di campione NFL con la vittoria degli Steelers nel Super Bowl XL contro i Seattle Seahawks per 21-10. Nel 2007 fu inserito nella formazione ideale del 75º anniversario della squadra tramite le votazioni dei tifosi. Giocò a Pittsburgh fino alla stagione 2007, non saltando una sola gara come titolare a partire dal 2000.

### New York Jets
Il 1º marzo 2008, Faneca firmò come free agent un contratto quinquennale del valore di 40 milioni di dollari che lo rese l'offensive lineman più pagato della storia, finché non fu superato da Jake Long. Giocò per due anni con la squadra, disputando tutte le 32 gare come titolare e giungendo a sorpresa fino alla finale della AFC nel 2010.

### Arizona Cardinals
Il 27 aprile 2010, Faneca firmò con gli Arizona Cardinals un contratto annuale del valore di 2,5 milioni di dollari, con cui disputò l'ultima stagione della carriera, partendo come titolare in tutte le partite.

## Palmarès

### Franchigia
- Super Bowl : 1

Pittsburgh Steelers: XL
- American Football Conference Championship: 1

Pittsburgh Steelers: 2005

### Individuale
- Convocazioni al Pro Bowl:9

2001, 2002, 2003, 2004, 2005, 2006, 2007, 2008, 2009
- First-team All-Pro: 6

2001, 2002, 2004, 2005, 2006, 2007
- Second-team All-Pro: 2

2003, 2008
- Formazione ideale della NFL degli anni 2000
- Pro Football Hall of Fame (classe del 2021)

## Statistiche
| Partite             | 206 |
| Partite da titolare | 201 |